# Фарнем, Элайза
Элайза Фарнем (англ. Eliza Farnham; в девичестве Элиза Вудсон Бурхамс (англ. Eliza Woodson Burhans); 17 ноября 1815[…], Ренсселервилл, Нью-Йорк — 15 декабря 1864, Нью-Йорк, Нью-Йорк) — американская филантропка, писательница, журналистка, медик, феминистка, аболиционистка и активистка тюремной реформы.

## Биография
Элайза Вудсон Бурхамс родилась 17 ноября 1815 года в городе Ренсселервилле в американском штате Нью-Йорк. По своим убеждениям она была атеисткой.
В 1835 году она переехала в Иллинойс и там спустя год вышла замуж за исследователя Дикого Запада, писателя и общественного деятеля Томаса Джефферсона Фарнема (1804–1848); возможно именно активная социальная позиция супруга и пробудила в двадцатилетней девушке желание отстаивать права самых нуждающихся категорий населения (рабов, заключенных, женщин и т.д.). В 1841 году Фарнем вернулась в Нью-Йорк.

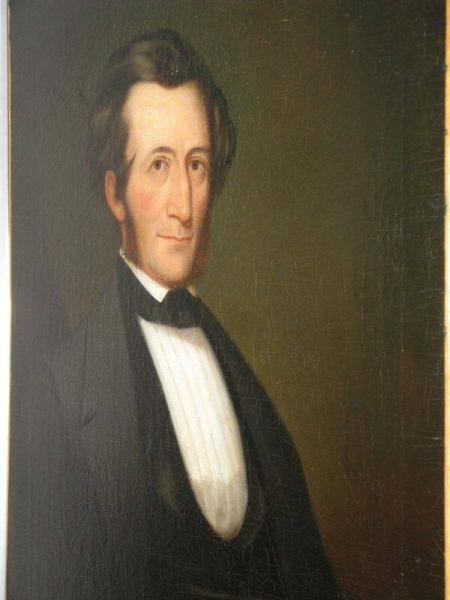
Фарнем, Томас Джефферсон — муж

В 1844 году, благодаря влиянию Хораса Грили и других реформаторов, она была назначена надзирательницей женского отделения тюрьмы Синг-Синг. Она твердо верила в использование френологии для лечения заключенных. Фарнем оказала влияние на изменение материалов для чтения, доступных женщинам-заключенным. Целью её выбора было не развлечение, а улучшение поведения. Она также выступала за использование музыки и доброты в реабилитации подопечных. Фарнем сохраняла за собой должность матроны до 1848 года, когда на фоне разногласий по поводу её методов и убеждений она подала в отставку в 1848 году. Затем она переехала в Бостон и в течение нескольких месяцев была связана с управлением Школы Перкинса для слепых. Одновременно она читала лекции, пропагандируя идею женской эмансипации.
В 1849 году она переехала в Калифорнию со своими двумя сыновьями, унаследовав там собственность, и оставалась там до 1856 года, когда вернулась в Нью-Йорк. В течение следующих двух лет она посвятила себя изучению медицины, а в 1859 году основала общество для покровительства одиноким женщинам, переселяющимся на Запад. Позднее она вновь вернулась в Калифорнию.
Элайза Фарнем умерла от чахотки 15 декабря 1864 года в городе Нью-Йорке в возрасте 49 лет.